# Bát Nàn
Bát Nàn (17–43), có nơi gọi là Bát Nạn hay Bát Não, Chầu Tám Bát Nàn, là một nữ tướng thời Hai Bà Trưng trong lịch sử Việt Nam. Bà được xem là một trong những tướng lĩnh có đóng góp lớn cho cuộc khởi nghĩa.
Trong Tín ngưỡng thờ Mẫu Việt Nam bà được suy tôn là Thánh Chầu Đệ Bát trong hàng Tứ Phủ Chầu Bà.

## Tên gọi
Theo dân gian, Bát Nàn tướng quân tên là Thục, tục gọi Thục Nương, khởi nghĩa ở vùng Tiên La (nay thuộc Thái Bình). Đến thời nhà Lê thì thần phả làng Tiên La được sửa chữa, tên bà được ghi chép là Vũ Thị Thục hay Vũ Thục Nương.

## Thân thế
Theo thần phả, Vũ Thị Thục sinh giờ Dần, ngày Rằm tháng 8 năm Đinh Sửu (17) tại trang Phượng Lâu (nay là xã Phượng Lâu, thành phố Việt Trì, tỉnh Phú Thọ). Cha là hào trưởng – thầy thuốc Vũ Công Chất, mẹ là Hoàng Thị Mầu.
Sinh thời, Vũ Thị Thục là người phụ nữ tài sắc vẹn toàn, đẹp người, đẹp nết, giàu lòng nhân ái, yêu nước, thương dân. Năm 16 tuổi, Thục Nương đều được ai nấy tôn sùng là "Nữ tiên hạ thế". Bà còn dạy dân phát triển nghề nông, sáng tác những bài hát dân ca và truyền dạy hát đối, hát xoan, hát đúm vẫn còn truyền lại đến nay ở vùng Phú Thọ, Vĩnh Phúc, lại chỉ bảo dân thời ấy quần tụ lại để xây dựng, phát triển xã – thôn Việt trong vùng Phong Châu từ những năm đầu thế kỷ I SCN. Năm 18 tuổi, bà đính hôn với Phạm Danh Hương, con một hào trưởng ở Nam Chân. Danh tiếng về sắc đẹp của Bát Nàn đến tai Thái thú Tô Định. Hắn muốn lấy nàng làm thiếp, nhưng bị từ chối. Tức giận, hắn lừa Phạm Danh Hương và cha của Bát Nàn tới phủ, gài cho họ tội phản quốc và giết chết họ. Sau đó, hắn sai quân đến Phượng Lâu bắt Bát Nàn về. Không để rơi vào tay Tô Định, Bát Nàn cầm đao một mình phá vòng vây và chạy thoát về Tiên La (nay thuộc Thái Bình). Ở chùa Tiên La, nàng được các thiền sư chùa Tiên La đón nhận. Với sự giúp đỡ của họ, nàng dần dần tu tập và trấn tĩnh, đồng thời huấn luyện võ thuật cho các sư để bảo vệ chùa khỏi bàn tay giặc Hán. Tại đây, nàng âm thầm rèn luyện, chiêu binh mãi võ. Về sau, bà dựng cờ khởi nghĩa mang 4 chữ vàng "Bát Nạn tướng quân" (Tướng quân phá nạn).

## Theo Hai Bà Trưng khởi nghĩa
Mùa xuân năm Canh Tý (40), Hai Bà Trưng dựng cờ khởi nghĩa. Vì đã nghe uy danh của Bát Nàn nên lúc Hai Bà Trưng phát động cuộc chiến tranh bảo vệ đất nước thì ngay lập tức Hai Bà Trưng cho sứ giả sang mời Bát Nàn hội quân cùng đánh Tô Định. Bát Nàn cùng đội binh sĩ hưởng ứng, cùng các nữ tướng của Hai Bà Trưng đánh bại quan quân Đông Hán. Tô Định chạy trốn về Nam Hải (Quảng Đông, Trung Quốc).
Sau khi đánh đuổi được quân đô hộ, Trưng Trắc được suy tôn làm vua (Trưng Vương). Trưng Vương phong tặng nàng danh hiệu Đông Nhung Đại Tướng Quân. Về sau, bà tham gia chống quân xâm lược nhà Hán của Mã Viện.

## Kháng chiến chống Mã Viện
Năm 42, vua Hán sai tên tướng Mã Viện đem quân sang tái chiếm nước ta. Quân ta đã chiến đấu rất anh dũng nhưng cuối cùng vẫn thất bại. Sau khi Hai Bà Trưng hi sinh, bà lui về hương Đa Cương tiếp tục chống giặc. Quân Hán đã tập trung toàn bộ lực lượng để đàn áp. Sau 39 ngày đêm giao tranh ác liệt, bà cho mở đường máu chạy về gò Kim Quy (thôn Tiên La, xã Đoan Hùng, huyện Hưng Hà, tỉnh Thái Bình ngày nay). Biết đã thất thế, bà chạy đến gốc một cây tùng lớn rồi tuốt gươm tuẫn tiết.

## Tôn phong
Tước hiệu truy phong của các đời vua sau này dành cho bà:
- Đời vua Lê Thánh Tông sắc phong: Ý Đức Đoan Trang Trinh Thục Công Chúa.
- Đời vua Minh Mạng sắc phong: Dực Bảo Trung Hưng Linh Phù Chi Thần.
- Đời vua Khải Định sắc phong: Dực Bảo Trung Hưng Linh Phù Thượng Đẳng Thần.

## Thờ phụng

### Đền Bát Nàn
Đền Bát Nàn nằm ở xã Phượng Lâu, thành phố Việt Trì, tỉnh Phú Thọ. Tại đây đã tổ chức lễ kỷ niệm 1997 năm ngày sinh Bát Nàn Đại tướng quân và 500 năm ngày sinh danh nhân Bảng nhãn Trần Toại. Cây đa trước cửa đền được công nhận Cây Di sản Việt Nam của Hội Bảo vệ Thiên nhiên và Môi trường Việt Nam (VACNE) vào ngày 8/9/2014. Đền còn được tế lễ trong nghi lễ rước kiệu trong dịp Lễ hội Đền Hùng, nhằm ghi nhớ công ơn vị thần thờ phụng.

### Đền Tiên La
Đền Tiên La tọa lạc tại 2 xã Đoan Hùng và Tân Tiến (huyện Hưng Hà, tỉnh Thái Bình). Lễ hội Tiên La để tưởng nhớ công ơn Bát Nạn Tướng quân được tổ chức vào các ngày 15 đến 17 tháng 3 âm lịch. Ngày nay, để phục vụ đông đảo du khách về dự hội, Ban tổ chức lễ hội đã mở hội từ ngày mùng 1 đến 20 tháng 3 âm lịch. Chính hội là ngày 17, trùng ngày hy sinh của bà tướng là ngày 17 tháng 3 năm Quý Mão (năm 43).

### Đền Tân La
Đền Tân La thuộc địa phận thôn Đoàn Thượng, xã Bảo Khê, thành phố Hưng Yên. Năm 1992, đền đã được Bộ Văn hóa Thông tin công nhận xếp hạng là Di tích Lịch sử và Kiến trúc Nghệ thuật. Lễ hội đền ngày nay được tổ chức đơn giản, thời gian hội diễn ra vào các ngày 15, 16, 17 tháng 3 âm lịch.